# فرشته آبی (فیلم)
فرشته آبی (آلمانی: Der blaue Engel) فیلمی کمدی-تراژدی اثر جوزف فون اشترنبرگ است که در سال ۱۹۳۰ منتشر شد. از بازیگران آن می‌توان به مارلنه دیتریش اشاره کرد. این اثر، اقتباسی است از رمان هاینریش مان با عنوان استاد اونرات (۱۹۰۵). این فیلم هم زمان به دوزبان آلمانی و انگلیسی فیلمبرداری شد و اولین فیلم صدادار آلمانی محسوب می شود.